# Carabus intricatus
Carabus intricatus é uma espécie de escaravelho da família Carabidae.
Pode ser encontrada nos seguintes países: Albânia, Alemanha, Bélgica, Bielorrússia, Bulgária, Dinamarca, França, Grécia, Hungria, Itália, Letónia, Países Baixos, Polónia, Reino Unido, República Checa, Roménia, Sérvia, Suécia e Suíça e possivelmente na Eslováquia.